# Kiril Fesjun
Kiril Vadymovyč Fesjun (in ucraino Кіріл Вадимович Фесюн?; Černihiv, 7 agosto 2002) è un calciatore ucraino, portiere dello Šachtar.

## Carriera

### Club
Fesjun è cresciuto nei settori giovanili di Junist Černihiv e Vorskla. Il 2 marzo 2021 è stato acquistato dal Kolos Kovalivka ed il 18 settembre 2021 ha esordito nell'incontro di Prem"jer-liha vinto 2-0 contro l'Inhulec'. Nel 2023, diventa il portiere titolare, impressionando anche squadre come lo Šachtar, che ha mostrato interesse per il giovane portiere di Černihiv.

### Nazionale
Il 15 giugno 2023 è stato convocato per disputare l'Europeo Under-21.
Nel 2024 ha partecipato ai Giochi Olimpici di Parigi.

## Statistiche

### Presenze e reti nei club
Statistiche aggiornate al 24 maggio 2025.
| Stagione        | Squadra         | Campionato      | Campionato | Campionato | Coppe nazionali | Coppe nazionali | Coppe nazionali | Coppe continentali | Coppe continentali | Coppe continentali | Altre coppe | Altre coppe | Altre coppe | Totale | Totale | Totale |
| Stagione        | Squadra         | Comp            | Pres       | Reti       | Comp            | Pres            | Reti            | Comp               | Pres               | Reti               | Comp        | Pres        | Reti        | Pres   | Reti   |        |
| --------------- | --------------- | --------------- | ---------- | ---------- | --------------- | --------------- | --------------- | ------------------ | ------------------ | ------------------ | ----------- | ----------- | ----------- | ------ | ------ | ------ |
| 2021-2022       | Kolos Kovalivka | PL              | 5          | 0          | CU              | 0               | 0               |                    | -                  | -                  |             | -           | -           | 5      | 0      |        |
| 2022-2023       | Kolos Kovalivka | PL              | 1          | 0          | CU              | 0               | 0               |                    | -                  | -                  |             | -           | -           | 1      | 0      |        |
| 2023-2024       | Kolos Kovalivka | PL              | 29         | 0          | CU              | 0               | 0               |                    | -                  | -                  |             | -           | -           | 29     | 0      |        |
| 2024-2025       | Šachtar         | PL              | 6          | 0          | CU              | 0               | 0               |                    | -                  | -                  |             | -           | -           | 6      | 0      |        |
| Totale carriera | Totale carriera | Totale carriera | 41         | 0          |                 | 0               | 0               |                    | -                  | -                  |             | -           | -           | 41     | 0      |        |

## Palmarès

### Club

#### Competizioni nazionali
- Coppa d'Ucraina: 1

Šachtar: 2024-2025